# Taiwanesiska
Taiwanesiska (eller taiwanesisk hokkien, eget namn: Tâi-oân-ōe eller Tâi-gí) är en variant av min-dialekten som hör till sinitiska språk. Det finns cirka 15 miljoner talare (cirka 70 procent av befolkningen) i Taiwan. Tillsammans med mandarin utgör taiwanesiska ett av de två stora språken på ön. Enligt folkomräkningen år 2010 kunde 81,9 % av landets befolkning taiwanesiska.
Språket har erkänts som ett nationalspråk i Taiwan sedan 2018. Bibeln översattes till hokkien i sin helhet år 1922. 
Taiwanesiska skrivs med antingen latinska alfabetet och kinesiska tecken.

## Fonologi

### Konsonanter

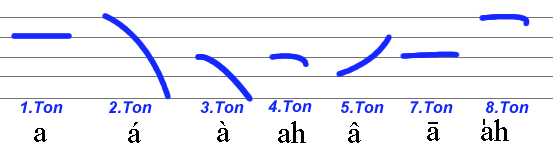
Toner i taiwanesiska

|          |          | Bilabiaali | Alveolar | Alveopalatal | Velar  | Glottal |
| -------- | -------- | ---------- | -------- | ------------ | ------ | ------- |
| Nasal    | Nasal    | m          | n        |              | ŋ      |         |
| Klusil   | Oasp.    | p \| b     | t        |              | k \| g |         |
| Klusil   | Asp.     | pʰ         | tʰ       |              | kʰ     |         |
| Affrikat | Oasp.    |            | t͡s \| d͡z | t͡ɕ \| d͡ʑ     |        |         |
| Affrikat | Asp.     |            | t͡sʰ      | t͡ɕʰ          |        |         |
| Frikativ | Frikativ |            | s        | ɕ            |        | h       |
| Likvida  | Likvida  |            | l ~ ɾ    |              |        |         |

Källa:

### Vokaler
|              | Främre | Central | Bakre |
| ------------ | ------ | ------- | ----- |
| Sluten       | i      |         | u     |
| Mellansluten | e      | ə       | o     |
| Mellanöppen  |        | ə       | ɔ     |
| Öppen        |        | a       |       |

Vokalerna [i], [e], [a], [u] och [ɔ] kan realiseras också som nasala. Det finns åtta toner.
Källa: